# Шпалюшок смугокрилий
Шпалюшо́к смугокрилий (Microcerculus bambla) — вид горобцеподібних птахів родини воловоочкових (Troglodytidae). Мешкає в Південній Америці.

## Опис

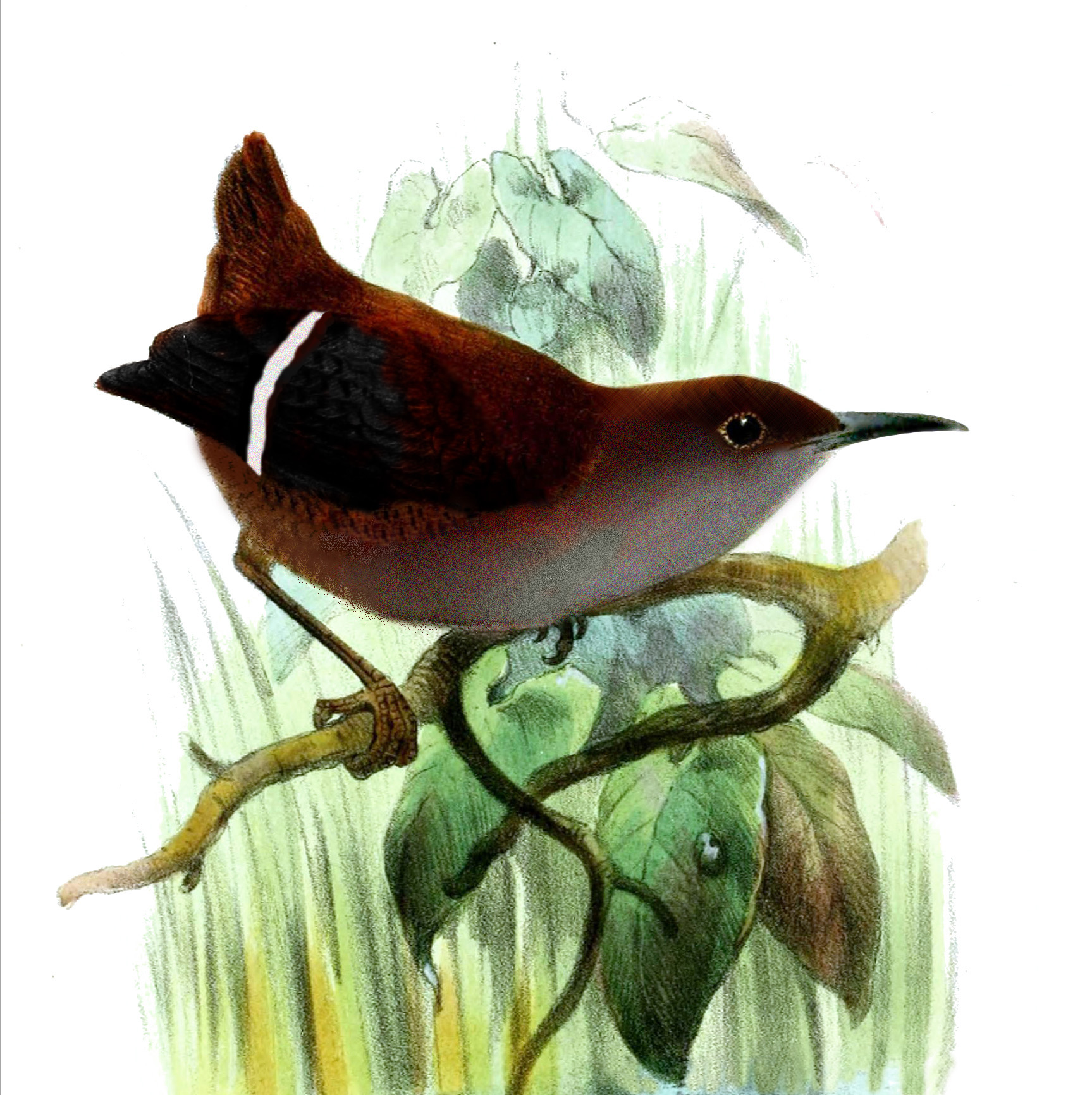
Смугокрилий шпалюшок

Довжина птаха становить 11,5 см, вага 17-19 г. Обличчя темно-коричневе, тім'я і верхня частина тіла чорнувато-коричневі, пера на них мають нечіткі темно-коричневі кінчики. Верхні покривні пера крил і махові пера темно-шоколадно-коричневі, першорядні покривні пера крил мають білі кінчики, що формують на крилі білу смугу. Хвіст дуже короткий, стернові пера чорнувато-коричневі, поцятковані нечіткими темними смужками. Підборіддя тьмяно-сіре, горло темно-сіре, груди сірувато-коричневі, пера на ній мають нечіткі темні кінчики. Живіт і боки більш коричневі, легко поцятковані темними смужками. Очі карі, дзьоб зверху чорний, знизу жовтуватий або рожевуватий з темно-коричневим кінчиком, лапи коричнювато-сірі.
Виду не притаманний статевий диморфізм. Молоді птахи вирізняються відсутністю білої смуги на крилах і легким лускоподібним візерунком на нижній частині тіла. У представників підвиду M. b. caurensis верхня частина тіла більш яскраво-руда, темні смуги на спині і грудях у них відсутні. Представники підвиду M. b. bambla мають подібне забарвленням, однак горло у них світліше.

## Таксономія
Смугокрилий шпалюшок був описаний французьким натуралістом Жоржем-Луї Леклерком де Бюффоном в 1780 році в праці «Histoire Naturelle des Oiseaux» за зразком з Каєнни (Французька Гвіана). Науково вид був описаний в 1783 році, коли голландський натураліст Пітер Боддерт класифікував його під назвою Formicarius bambla у своїй праці «Planches Enluminées». Пізніше вид був переведений до роду Шпалюшок (Microcerculus), введеного англійським натуралістом Осбертом Селвіном у 1861 році. Смугокрилий шпалюшок є типовим видом цього роду.

## Підвиди
Виділяють три підвиди:
- M. b. albigularis (Sclater, PL, 1858)[8] — схід Еквадору і Перу та північний захід Бразилії;
- M. b. caurensis Berlepsch & Hartert, EJO, 1902[9] — схід Колумбії і південь Венесуели (Амасонас, західний Болівар);
- M. b. bambla (Boddaert, 1783) — схід Венесуели (зокрема, гора Ауянтепуй), Гвіана і північна Бразилія.

## Поширення і екологія
Смугокрилі шпалюшки мешкають в Еквадорі, Перу, Венесуелі, Гаяні і Бразилії. Вони живуть в густому підліску вологих рівнинних тропічних лісів. Зустрічаються поодинці, на висоті до 1100 м. Живляться комахами та іншими безхребетними, яких шукають серед гнилої деревини.